# Eutichurus ibiuna
Eutichurus ibiuna là một loài nhện trong họ Miturgidae.
Loài này thuộc chi Eutichurus. Eutichurus ibiuna được miêu tả năm 1994 bởi Bonaldo.